# Célula artificial
Una célula artificial o una célula mínima es una partícula diseñada que imita una o varias funciones de una célula biológica. El término no hace referencia a una entidad física específica, sino a la idea de que ciertas funciones o estructuras de una célula biológica pueden ser remplazadas o suplementadas con una entidad sintética. A menudo, las células artificiales son membranas biológicas o poliméricas que envuelven materiales biológicamente activos. Tal como nanopartículas, liposomas, polimerosomas, microcápsulas y un número de otras partículas se han clasificado como células artificiales. La micro-encapsulación permite el metabolismo en el interior de la membrana, el intercambio de pequeñas moléculas y previene el paso de sustancias de mayor tamaño. La principal ventaja de la encapsulación incluye el mimetismo mejorado en el cuerpo, mayor solubilidad del cargamento y menor respuesta inmune. Notablemente, las células artificiales han sido clínicamente exitosas en la hemoperfusión.
En el área de la biología sintética, una célula artificial «viva» se define como una célula completamente hecha de manera sintética, que puede capturar energía, mantener gradientes iónicos, contiene macromoléculas al igual que guarda información y tiene la habilidad de mutar. Dicha célula todavía no es factible, sin embargo una variación de células artificiales se ha creado en donde un genoma completamente sintético se ha introducido en una célula huésped carente de genoma. Aunque no sea completamente sintética, ya que los componentes del citoplasma, al igual que la membrana se mantienen del huésped, la célula diseñada está bajo el control de un genoma sintético y es capaz de replicarse.

## Historia
Las primeras células artificiales fueron desarrolladas por Thomas Chang en la McGill University en los años 1960. Estas células consistían en membranas ultradelgadas de nailon, colodión o proteínas reticuladas cuyas propiedades semipermeables permitían la difusión de pequeñas moléculas al interior o exterior de la célula. Estas células eran micrométricas y contenían células, enzimas, hemoglobina, materiales magnéticos, adsorbentes y proteínas.
Después las células artificiales han variado de un rango de cien micrométros a dimensiones nanométricas y pueden transportar microorganismos, vacunas, genes, fármacos, hormonas y péptidos. El primer uso clínico de estas células fue en la hemoperfusión por la encapsulación de carbón activado.
En los 1970, investigadores pudieron introducir enzimas, proteínas y hormonas a microcápsulas biodegradables, posteriormente usándolas clínicamente en enfermedades como el síndrome de Lesch-Nyhan. Aunque inicialmente la investigación de Chang se concentraba en células rojas artificiales, solo a mediados de los 1990 se desarrollaron células rojas artificiales biodegradables. Células artificiales en encapsulación de células biológicas fue por primera vez usado en 1994 para el tratamiento de un paciente diabético y desde ahí otros tipos de células como hepatocitos, células madre adultas y células genéticamente modificadas se han encapsulado y se centran en estudio para la regeneración de tejidos.
El 29 de diciembre de 2011, químicos en la Harvard University reportaron la creación de una membrana celular artificial.
Por el 2014, células con autorreplicación, células bacterianas sintéticas con paredes celulares y ADN sintético se han producido. En enero de ese año, investigadores produjeron una célula eucariota artificial capaz de llevar a cabo múltiples reacciones químicas a través de organelos funcionales.

## Materiales
Las membranas para las células artificiales pueden elaborarse con polímeros simples, proteínas reticuladas, membranas lipídicas o complejos polímeros-lípidos. Además, las membranas pueden ser diseñadas para que tengan proteínas de superficie como albúmina, antígenos, bombas sodio-potasio, o poros tales como canales iónicos. Los materiales comúnmente usados para la producción de las membranas, incluyen polímeros de hidrogel como el alginato, la celulosa y polímeros de termoplástico como el metacrilato de hidroxietil-metacrilato de metilo (HEMA-MMA), poliacrilonitrilo-cloruro de polivinil (PAN-PVC), al igual que variaciones de los mencionados arriba. El material que se usa determina la permeabilidad de la membrana celular, que en los polímeros depende de su peso molecular nominal límite (MWCO, por sus siglas en inglés). El MWCO es el máximo peso molecular de una molécula que pueda pasar libremente por los poros y es importante para determinar adecuadamente la difusión de nutrientes, deshechos y otras moléculas críticas. polímeros hidrofílicos tienen el potencial de ser biocompatibles y se pueden fabricar en una variedad de formas que incluyen micelas de polímeros, mezclas sol-gel, mezclas físicas y partículas reticuladas y nanopartículas. Con un interés especial se tiene a los polímeros que responden a estímulos como a cambios de pH o temperatura para su uso en administraciones selectivas. Estos polímeros se pueden administrar en forma líquida por medio de una inyección macroscópica y que solidifica o gela in situ debido a la diferencia en pH o temperatura. Las preparaciones de nanopartículas y los liposomas también se usan habitualmente para la encapsulación y administración. Una gran ventaja de los liposomas es su habilidad de fusionarse a las membranas de las células o de los organelos.

## Preparación
Se han desarrollado muchas variaciones para la preparación y encapsulación de las células artificiales. Usualmente, se sintetizan vesículas como nanopartículas, polimersomas o liposomas. Una emulsión comúnmente se hace a través del uso de equipo con altas presiones como el homogeneizador a alta presión o un microfluidizador. De igual modo dos métodos de micro-encapsulación para nitrocelulosa se describen abajo.

### Homogeneizador a alta presión
En un homogeneizador a alta presión, dos líquidos en una suspensión aceite/líquido son forzados a pasar a través de un pequeño orificio bajo altas presiones. Este proceso corta los productos y permite la creación de partículas extremadamente finas, tan pequeñas como de 1nm.

### Microfluidización
Esta técnica utiliza un microfluidizador patentado para obtener una gran cantidad de suspensiones homogéneas que puede crear partículas más pequeñas que las de un homogeneizador. Un homogeneizador es primero usado para crear una suspensión burda que después es bombeada al microfluidizador a altas presiones. El flujo es separado en dos corrientes que reaccionaran a altas velocidades en una cámara de interacción hasta que es alcanzado el tamaño de partícula deseado. Esta técnica permite la producción a gran escala de liposomas de fosfolipidos y la nanoencapsulación del subsecuente material.

### Método de goteo
En este método, una solución celular es incorporada mediante un goteo a una solución de colodión de celulosa de nitrato. Mientras la gota viaja a través del colodión, es envuelta con una membrana gracias a las propiedades de polimerización interfacial del colodión. La célula después se deposita en parafina donde se forma la membrana y es finalmente suspendida en una solución salina. El método de goteo es usado para la creación de células artificiales grandes que encapsulan células biológicas, células madre y células madre genéticamente modificadas.

### Método de emulsión
El método de emulsión difiere en cuanto a que el material a encapsular es usualmente más pequeño y es puesto en el fondo de la cámara de reacción donde el colodión es agregado en la parte superior y son centrifugados, o de otro modo son perturbados para así crear una emulsión. El material a encapsular es dispersado y suspendido en una solución salina.

## Relevancia clínica

### Liberación y administración de fármacos
Las células artificiales utilizadas en la administración de fármacos difieren de otras células artificiales, ya que su contenido requiere que se difunda al exterior de la membrana, o ser envuelta y digerida por la célula huésped de interés. Comúnmente se usan submicras, de células artificiales de membranas lipídicas que se les puede referir a nanocáspulas, nano partículas, polimerosomas, u otras variaciones de términos.

### Terapia enzimática
La terapia enzimática se estudia de manera ardua para enfermedades genéticas del metabolismo donde las enzimas se sobre expresan, se subexpresan, son defectuosas o ni siquiera se están presentes. En el caso de la subexpresión o la expresión de una enzima deficiente, una forma activa de la enzima es introducida en el cuerpo para compensar el déficit. En el caso de una sobre-expresión se puede contrarrestar por la inducción de una enzima no funcional, la cual metaboliza al sustrato en productos no activos. Cuando se les deposita en células artificiales, las enzimas pueden llevar a cabo sus funciones por un período mucho mayor al de enzimas libres y se les puede optimizar de una manera mucho mayor por la conjugación polimérica.
La primera enzima estudiada bajo la encapsulación en una célula artificial fue la asparaginasa para el tratamiento de linfosarcoma en ratones. Este tratamiento retrasa el comienzo y crecimiento de los tumores. Estos descubrimientos promovieron más investigaciones en el uso de células artificiales para la administración de enzimas en melanomas dependientes de tirosina. Estos tumores tienen una alta dependencia a la tirosina que una célula normal para su crecimiento, y la investigación ha demostrado que bajar sistemáticamente los niveles de tirosina en ratones puede inhibir el crecimiento de melanoma. El uso de células artificiales en la administración de tirosinasa; y enzimas que digieren la tirosina, permite una mayor estabilidad enzimática y muestra de manera efectiva la eliminación de tirosina sin causar efectos secundarios severos asociados a la depravación de tirosina en la dieta.
Las células artificiales par la terapia enzimática también es de interés para la activación de profármacos como ifosfamida en contra de ciertos cánceres. Células artificiales encapsulando al citocromo p450 que convierte este profármaco en el fármaco activo se puede diseñar para acumularse en el carcinoma pancreático o implantarlos cerca del sitio del tumor. Ahí, la concentración local de la ifosfamida va a ser mucho mayor que en otras regiones del cuerpo, así previniendo la toxicidad sistemica. El tratamiento fue exitoso en animales y mostró duplicación en la media de supervivencia entre pacientes con fases avanzadas de cáncer pancreático en fase clínicas I/II y triplicando en el ratio de un año de supervivencia.

### Terapia génica
En el tratamiento de enfermedades genéticas, la terapia génica apunta a insertar, alterar y remover genes dentro de células individuales afligidas. La tecnología se basa fuertemente en vectores virales que ha alzado preocupaciones conforme a la mutagénesis y respuesta inmune sistémica que ha llevado a muertes humanas y al desarrollo de leucemia en ensayos clínicos. Al tratar de sortear la necesidad de vectores se ha usado plásmidos de DNA como su propio mecanismo de administración también, aunque se encontraron problemas como la poca eficiencia en transducción y al ser aplicada sistemáticamente hay poca selección en cuanto al tejido objetivo.
Las células artificiales han sido propuestas como vectores no virales donde células no autólogas genéticamente modificadas son encapsuladas e implantadas para liberar proteínas recombinantes in vivo. Este tipo de inmuno-aislación ha mostrado ser eficiente en ratones a través de la administración de células artificiales que contienen hormona de crecimiento de ratón lo que mejoró el retraso en el crecimiento de un ratón mutado. Algunas estrategias han avanzado a ensayos clínicos humanos como para el tratamiento de cáncer pancreático, esclerosis lateral y para el control de dolor.

### Hemoperfusión
El primer ensayo clínico con uso de células artificiales fue la hemoperfusión con la encapsulación de carbón activado. El carbón activado tiene la capacidad de adsorber grandes moléculas y se le conoce desde hace tiempo por su habilidad de remover sustancias tóxicas de la sangre en envenenamiento accidental o en sobredosis. Sin embargo, la perfusión con la administración directa de carbón activado es tóxica y lleva a embolismo y daños en las células sanguíneas seguido por la eliminación de plaquetas. Las células artificiales permiten la difusión de toxinas hacia la célula, mientras que mantienen la carga peligrosa dentro de la membrana ultradelgada.
Las células artificiales para la hemoperfusión ha sido propuesta como una desintoxicación menos costoso y más eficiente que la hemodiálisis, en la cual la separación por filtrado de la sangre tiene lugar solo por una membrana física. En la hemoperfusión, miles de células artificiales adsorbentes son retenidas dentro de un pequeño contenedor mediante el uso de don pantallas en cada extremo donde la sangre del paciente pasa por una perfusión. Mientras la sangre circula, toxinas y drogas se difunden dentro de las células y son retenidas por el material adsorbente. Las membranas de las células artificiales son mucho más delgadas que aquellas usadas en la diálisis y por su pequeño tamaño provocan que haya un tamaño superficial de membrana mucho mayor. Esto implica que una porción de célula tiene teoréticamente una transferencia de masa cientos de veces más grande que la de un riñón artificial. El dispositivo se ha establecido como un método rutinario para paciente que son tratados para envenenamiento accidental o suicida, pero también se ha consolidado como terapia para falla hepática y renal al realizar parte de la función de estos órganos. También se ha propuesto que estas células sean usadas para la inmunoadsorción, por la cual anticuerpos pueden ser retirados del cuerpo al adherir un material inmunoadsorbente como la albúmina a la superficie de las células. Este principio ha sido usado para retirar grupos sanguíneos del plasma para el trasplante de médula ósea y el tratamiento de la hipercolesterolemia a través de anticuerpos monoclonales para remover las lipoproteínas de baja densidad.

### Células encapsuladas
El método más común para preparar células artificiales es a través del encapsulamiento celular. El encapsulamiento se logra a través de la generación de un goteo con tamaño controlado de un líquido con células en suspensión que posteriormente solidifican o gelan para proveer la estabilidad. Esta estabilidad se obtiene por cambios de temperatura o por vía de reticulación del material. El microambiente se ve en un cambio por el cual pasa la célula encapsulada. Este va desde ser una mono capa a estar en una suspensión en un andamio polimérico dentro de una membrana polimérica. Una desventaja de esta técnica es que las células encapsuladas pierden viabilidad y habilidad para proliferar y diferenciarse. Además, después de un tiempo en la microcápsula, la célula genera una barrera que impide el cambio de oxígeno y deshechos del metabolismo, llevando a apoptosis y necrosis y así limitando la eficiencia de la célula y activando el sistema inmune del huésped. Las células artificiales han sido exitosas en varios tipos de células, incluyendo islotes de Langerhans para el tratamiento de la diabetes, célula principal paratiroidea y células de la corteza adrenal.

#### Hepatocitos encapsulados
La escasez de donadores de órganos hace de las células artificiales jugadores claves en terapias alternativas para la falla hepática. El uso de células artificiales para trasplantes de hepatocitos ha demostrado viabilidad y eficacia en proveer funciones hepáticas en modelos animales con enfermedades hepáticas y dispositivos hépaticos artificiales. Las investigaciones llevaron a cabo experimentos en donde los hepatocitos fueron depositados en la superficie de micro-carriers y ha evolucionado a hepatocitos que son encapsulados en andamios tridimensionales en microgotas de alginato cubiertas por una piel exterior de polilisina. Una de las principales ventajas de este método de administración es el evitar la terapia de inmunosupresión por la duración de la terapia. La encapsulación de hepatocitos ha sido propuesta para su uso como hígado bioartificial. El dispositivo consiste en una cámara cilíndrica incrustada con hepatocitos aislados por donde el plasma del paciente circula extracorporalmente en un tipo de hemoperfusión. Ya que las microcápsulas tienen una alto ratio de superficie a volumen, proveen de largas superficies para difusión de sustrato y pueden acomodar un gran número de hepatocitos. El tratamiento para ratones con fallo hepático mostró un incremento en el tasa de supervivencia. Los hígados artificiales aún se encuentran en etapas tempranas de desarrollo pero muestran potencial para pacientes en espera de trasplante de órganos o mientras el propio hígado del paciente ser regenera suficientemente para cumplir su función normal. Hasta ahora, los ensayos clínicos con hígados artificiales y el trasplante de hepatocitos para el enfermedades en fases terminales de fallo hepático han mostrado mejorías en indicadores de salud, pero aun no en la tasa de supervivencia. La corta longevidad y agregación de los hepatocitos artificiales después de ser trasplantados son los principales obstáculos encontrados. Los hepatocitos co-encapsulados con células madre muestran mayor viabilidad en cultivo después de la implantación y la implantación de células madre artificiales solas han mostrado mayor regeneración hepática. Ya que el uso de células madre ha levantado gran interés para el uso de la medicina regenerativa.

#### Encapsulación de células bacterianas
La ingestión oral de colonias celulares bacterianas vivas ha sido propuestas y es actualmente una terapia para la modulación de la microflora intestinal, prevención de enfermedades diarréicas, tratamientos para infecciones de H. Pylori, inflamaciones atópicas, intolerancia a la lactosa, entre otras. El mecanismo de acción propuesto todavía no se entiende completamente pero se cree que tiene dos efectos principales. El primero es el efecto nutricional, en la cual la bacteria compite con aquellas que producen toxinas. El segundo es el sanitario, que estimula la resistencia a la colonización y estimula la respuesta inmune. La administración oral de cultivos de bacterias resulta ser problemática debido a que son blanco del sistema inmune y generalmente son destruidas al ser administradas por esta vía. Las células artificiales suelen enfocarse en este problema al inmiscuirse en el cuerpo y los efectos selectivos y a largo plazo de liberación incrementando la viabilidad de la bacteria para llegar al sistema gastrointestinal. Además, la encapsulación de células bacterianas vivas puede ser diseñada para permitir la difusión hacia el cuerpo de pequeñas moléculas incluyendo péptidos con propósitos terapéuticos. Las membranas que han demostrado tener éxito para su administración incluyen las de acetato de celulosa y variantes de alginato. Adicionalmente los usos que han surgido de la encapsulación bacteriana incluye la protección en contra de desafíos de M. Tuberculosis y la regulación de Ig que secretan celulares del sistema inmune. La tecnología es limitada por el riesgo de infecciones sistémicas, actividades adversas metabólicas y el riesgo de transferencia génica. Sin embargo, el mayor desafío permanece en la administración de suficiente bacteria viable al sitio de interés.

### Células sanguíneas artificiales

#### Carriers de oxígeno
Carriers de oxígeno de tamaño nanométrico se usan como sustitutos de eritrocitos, aunque carezcan otros componentes de los mismos. Están compuestos de polimerosomas sintéticos o membranas artificiales rodeadas de hemoglobina animal, humana o recombinante purificada. En general, la administración de hemoglobina continúa siendo un desafío debido a que es altamente tóxico cuando se le administra sin modificaciones. En algunos ensayos clínicos, efectos de vasopresores se han observado en sustitutos sanguíneos de hemoglobina de primera generación.

#### Células rojas artificiales
Después del miedo en los años 1980 por el sida se aumentó el interés de la investigación de células rojas artificiales. Además de derivar el potencial de la transmisión de la enfermedad, las células rojas artificiales son deseadas ya que eliminan los contratiempos asociados a la transfusiones alogénicas como el tipo de sangre, reacciones inmunes y su poco tiempo de almacenamiento (42 días). Un sustituto de la hemoglobina se puede almacenar a temperatura ambiental y sin el uso de refrigeración durante todo un año. Algunos intentos se han intentado para el desarrollo de células rojas completamente funcionales que comprende carbónico no solo en un portador de oxígeno, sino también las enzimas asociadas con la célula. El primer intento se dio en 1957 al reemplazar la membrana de células rojas con una membrana polimérica ultradelgada que fue seguida por la encapsulación a través de una membrana lipídica y más recientemente a una membrana polimérica biodegradable. Una célula roja biológica incluye lípidos y asociadas a proteínas puede ser usada a encapsular nanopartículas e incrementar el tiempo de residencia in vivo al derivar macrófagos y el sistema de despeje.

#### Leuco-polimerosoma
Un leuco-polimerosoma es un polimerosoma diseñada para tener la capacidad adhesiva de un leucocitos. Los polimerosomas son vesículos compuestos de una bicapa que puede encapsular muchas moléculas activas como fármacos o enzimas. Al proporcionarlas con propiedades adhesivas de los leucocitos a sus membranas, pueden hacerse para alentar, o deslizarse a través de las paredes eepiteliales dentro del rápido flujo del sistema circulatorio.

## Células sintéticas

### La célula minimal
El patólogo alemán Rudolf Virchow trajo la idea de que no la vida no solo surge de las células, sino que cada célula viene de otra célula; Omnis cellula e cellula. Hasta ahora, la mayoría de los intentos para crear una célula artificial han creado un paquete que imita ciertas tareas de las células. Avances en las células libres de reacciones de transcripción y traducción permite la expresión de muchos genes, aunque estos esfuerzos están lejos de producir una célula operacional completa.
El futuro se encuentra en la creación de un protobionte (pre-célula), o una célula que contenga los mínimos requerimientos para la vida. Miembros del J. Craig Venter Institute han usado el acercamiento computacional top-down para bloquear genes en organismos vivos hasta un set mínimo de genes. En 2010, el equipo logró crear una hebra réplica de Mycoplasma mycoides usando ADN creado de manera sintética considerada solo para cumplir los requerimientos básicos de vida, después fue insertada en una bacteria sin genoma. En 2016, el mismo grupo de investigación, liderado por Clyde Hutchison, logró sintetizar el genoma bacteriano con la mínima expresión de genes posible, sólo 473 genes. Esta nueva versión de célula mínima es conocida como JCVI-syn3.0. Se espera que el proceso de top-down biosintético pueda permitir la inserción de nuevos genes que puedan cumplir funciones rentables como la generación de hidrógeno para combustible o capturar el exceso de dióxido de carbono de la atmósfera. La mayoría de las redes regulatorias y metabólicas aún no se han caracterizado. El acercamiento top-down tiene limitaciones para el entendimiento de regulaciones moleculares fundamentales, ya que el organismo huésped tiene una composición molecular compleja y definida incompleta.
Un acercamiento bottom-up para la creación de células artificiales involucraría la creación de una pre-célula de novo, completamente hecha de materiales no vivos. Se propone crear un vehículo de bicapa fosfolipídica con ADN capaz de autorreproducirse usando información genética sintética. Los tres principales elementos de dicha célula son la formación de una membrana lipídica, la replicación de ADN y RNA a través de un proceso de plantillas y la cosecha de energía química para el transporte activo a través de la membrana. Los principales obstáculos previstos y encontrados en la pre-célula son la creación del ADN sintético mínimo que contenga suficiente información para la vida, y la reproducción de componentes no génicos que son integrales en el desarrollo celular como la autoorganización celular. Sin embargo, se espera que este acercamiento de bottom-up provea de una percepción de las preguntas fundamentales de la organización a nivel molecular y el origen de la vida biológica. Hasta ahora, no se han sintetizado células artificiales capaces de autorreproducirse usando las moléculas de la vida, y su objetivo aun esta en un futuro distante, aunque varios grupos apuntan a esta metas.
Otro método propuesto para crear una precélula que está más cerca de parecerse a las condiciones que se piensan que estuvieron durante la evolución es el caldo primordial. Varios polímeros de RNA se pueden encapsular en vehículos y en pequeñas condiciones de frontera, para probar reacciones químicas.
Fuertes inversiones en biología se han dado por grandes compañías como ExxonMobil, que se unió a Synthetic Genomics Inc; la compañía propia de biosíntesis de Craig Venter para la creación de combustible a partir de algas.

### Células artificiales electrónicas
El concepto de Célula artificial electrónica se ha expandido a través de una serie de 3 proyectos de la UE coordinados por John McCaskill entre 2004-2015.
La Comisión Europea patrocinó el desarrollo del "Programmable Artificial Cell Evolution" (PACE), programa entre 2004-2008 cuya principal meta fue la fundación para la creación de un "organismo microscópico autoorganizable, autorreplicable y con entidades autónomas evolucionables construida por simples sustancias orgánicas e inorgánicas que puedan ser genéticamente autoprogramables para cumplir funciones específicas"  para la eventual integración en sistemas de información. El programa PACE desarrollo la primera Máquina OMEGA, un sistema microfluídico con soporte de vida para células artificiales que puede complementar funciones químicas faltantes (como fue propuesto por Norman Packard, Steen Rasmussen; Mark Beadau y John MacCaskill). El último objetivo fue el lograr una célula híbrida evolucionable en un ambiente complejo programable a microescala. La función de la Máquina OMEGA puede ser removida a pasos, pasando por una serie de retos evolucionables de la célula artificial química. El proyecto alcanzó la integración química hasta el nivel de pares de tres funciones fundamentales de las células artificiales (un subsistema genético, un sistema de contención y sistema metabólico), y la nueva espacialidad generada resultó en ambientes de microfluidos programables para la integración de la contención y la amplificación genética."Programmable Artificial Cell Evolution" (PACE)" llevó a la creación del European Center for Living Technology Archivado el 14 de diciembre de 2011 en Wayback Machine. que continúa con una investigación similar.
Siguiendo esta investigación, en 2007, John McCaskill propuso concentrarse en una célula artificial electrónica, llamada the Electonic Chemical Cell (la célula química electrónica). La principal idea era utilizar una matriz paralela masiva de electrodos acoplados a un circuito electrónico dedicado a nivel local, en una película fina de dos dimensiones para complementar la emergente funcionalidad celular química. Información electrónica local define el cambio de los electrodos y los circuitos de detección podrían servir como un genoma electrónico, complementando la información secuencial molecular en los protocolos emergentes. Una propuesta de investigación se ha realizado correctamente con la Comisión Europea y un equipo internacional de científicos que se superponen parcialmente con el consorcio PACE comenzó a trabajar en el proyecto 2008-2012 Electronic Chemical Cell. El proyecto demuestra entre otras cosas que transporte local controlado electrónicamente de secuencias específicas podría ser utilizado como un sistema de control espacial artificial para la proliferación genética de las futuras células artificiales, y que los procesos centrales del metabolismo podría ser entregado por matrices de electrodos revestidos adecuadamente.
La mayor limitación de este acercamiento, aparte de las dificultades iniciales en dominar la electroquímica y electrocinética en microescala, es que los sistemas electrónicos se interconecta como una pieza no autónoma de hardware macroscópico. En 2011 McCaskill propuso el invertir la geometría de la electrónica y química: en lugar de colocar los químicos en un medio activo electrónico, colocar electrónicos microscópicos autónomos en un medio químico. Él organiza un proyecto para atacar una tercera generación de Electronic Artificial Cells en una escala de 100 µm que puede autoensamblarse a partir de dos medias células para encerrar un espacio químico interno, y función con la ayuda de componentes electrónicos alimentados por el medio en el cual estaban inmiscuidos. Dichas células pueden copiar sus componentes electrónicos y químicos y son capaces de evolucionar dentro de sus limitaciones dadas por sus microscópicos bloques de construcción pre-sintetizados. En septiembre del 2012 comenzó el trabajo para el proyecto Microscale Chemically Reactive Electronic Agents.

### Ética y controversia
La investigación en pre-células ha creado controversia en opiniones opuestas, incluyendo la crítica de la vaga definición de "vida artificial". La creación de la unidad básica de vida es la mayor preocupación ética, aunque también la preocupación generalizada sobre la potencial amenaza de las pre-células a la salud humana y su ambiente a través de la replicación incontrolable.